# Staatsoperette Dresden

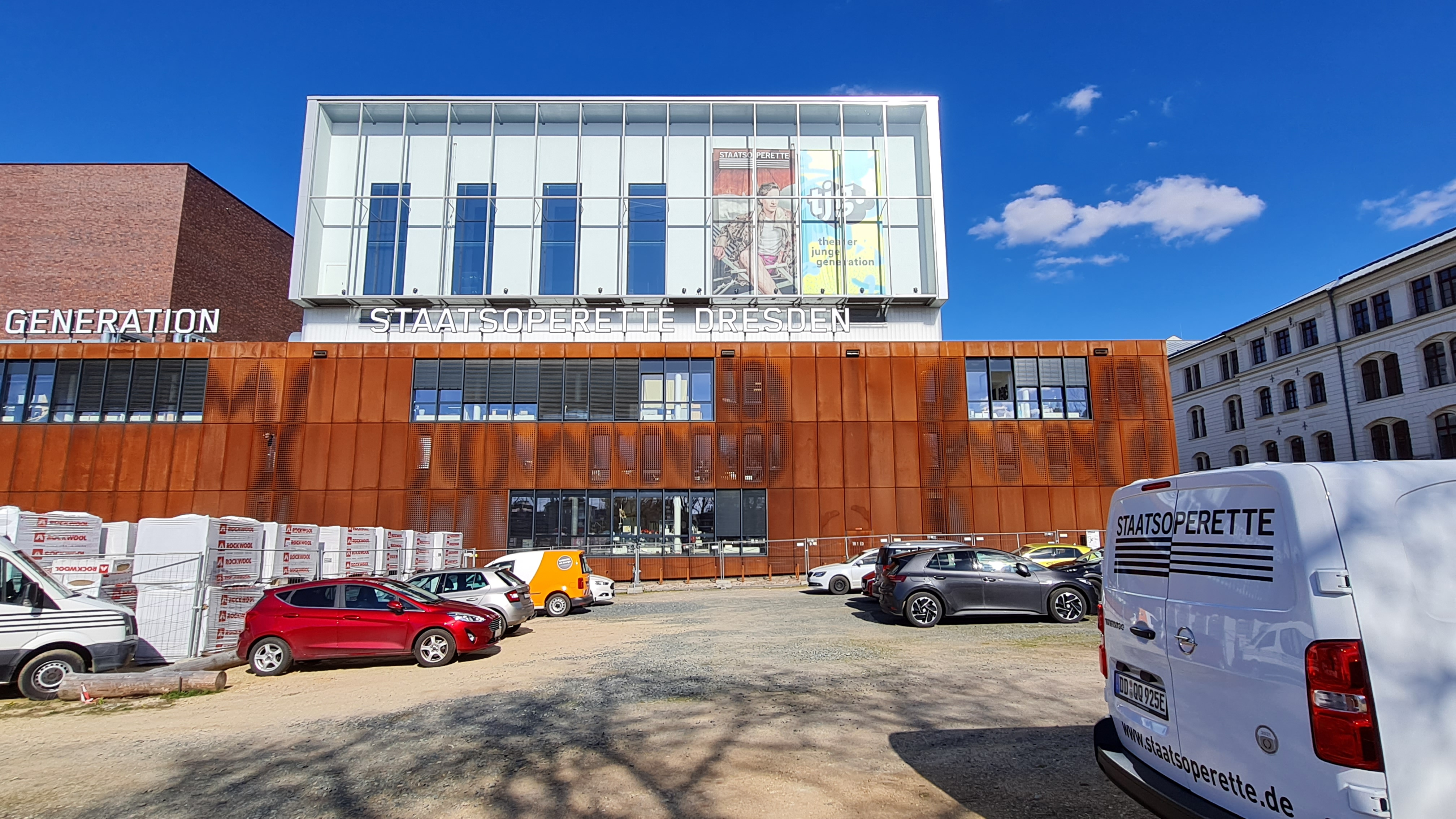
Staatsoperette Dresden 2022

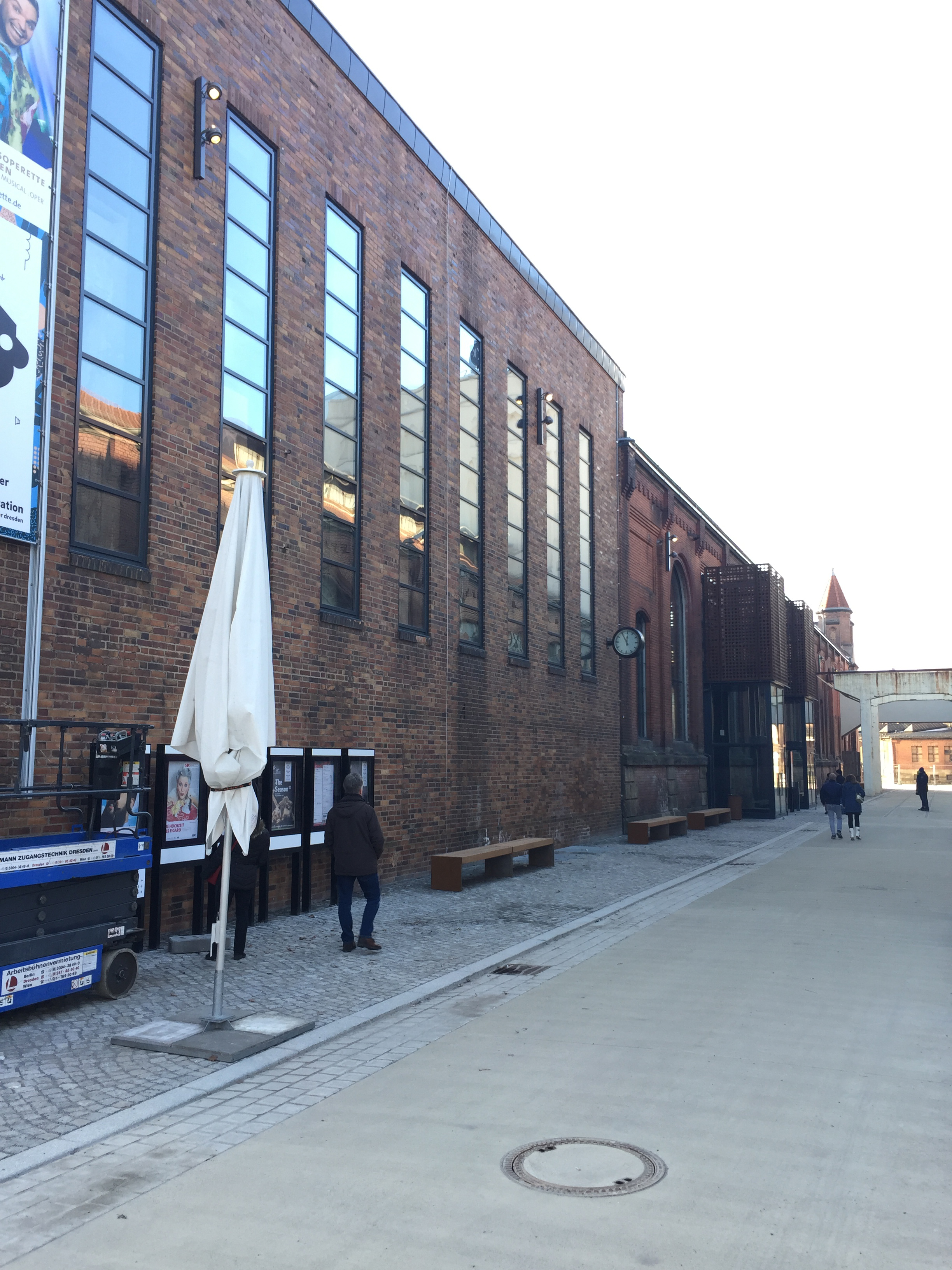
Staatsoperette Dresden 2016

Die Staatsoperette Dresden ist das einzige selbstständige Operettentheater Deutschlands. Es befindet sich – entgegen dem Namen, der historisch bedingt ist – in Trägerschaft der Stadt Dresden und wurde 1947 mit einem ersten Vorläufer, dem „Apollo-Theater“ in Dresden-Leuben gegründet. Das Theater befindet sich seit Dezember 2016 auf dem Gelände des ehemaligen Kraftwerks Mitte im Stadtteil Wilsdruffer Vorstadt. Neben Operetten stehen auch Spielopern und Musicals auf dem Spielplan im 700 Zuschauer fassenden Saal.

## Geschichte des Hauses

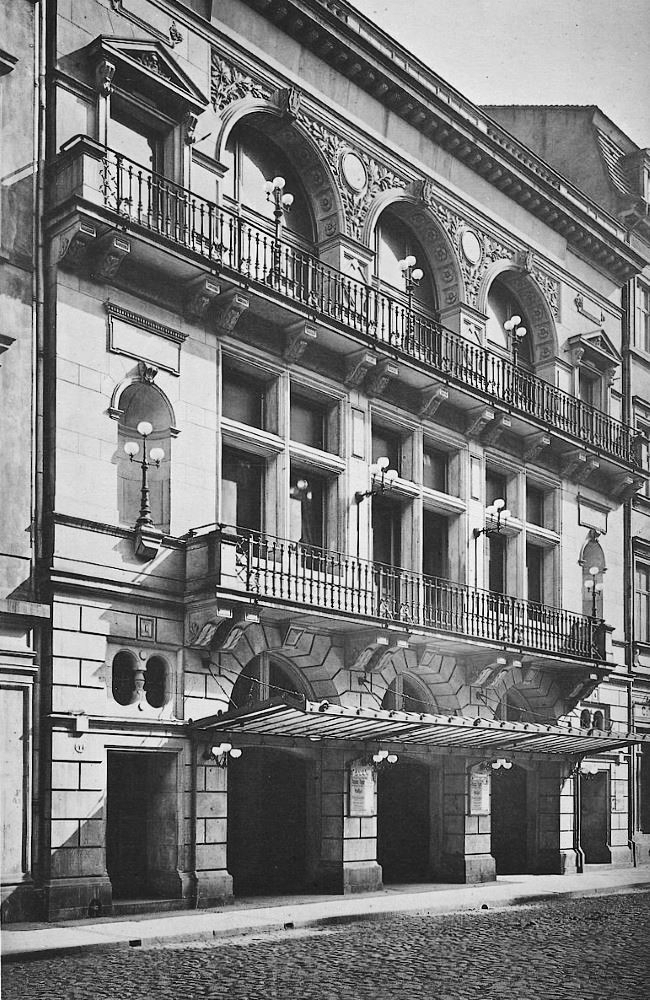
Das Residenz-Theater 1875

### Vorgeschichte
Die Staatsoperette Dresden blickt mit ihren Vorgängern auf 235 Jahre Tradition als musikalisches Volkstheater in Dresden zurück. Begründer dieser Tradition war Josef Ferdinand Nesmüller, ab etwa 1895 wirkte als Mäzen vor allem Heinrich Mau an dessen Weiterentwicklung. Aufwendige und repräsentative Theaterbauten wie das Residenz-Theater (1872–1935, Zeitangaben von Operettenbespielungen), das Central-Theater (1898–1945) und das Albert-Theater (1913–1945) begründeten in Dresden eine Tradition, die bis heute fortwirkt. Zeitweilig wurden Operetten in allen diesen Häusern und der Semperoper gleichzeitig gespielt.
Am 1. September 1944 kam das Theaterleben, wie überall in Deutschland, auf Befehl von Joseph Goebbels zum Stillstand, sämtliche Theater wurden geschlossen. In den Luftangriffen auf Dresden im Februar 1945 sanken die Gebäude in der Innenstadt ausnahmslos in Schutt und Asche.

### Das Haus in Leuben (1947–2016)

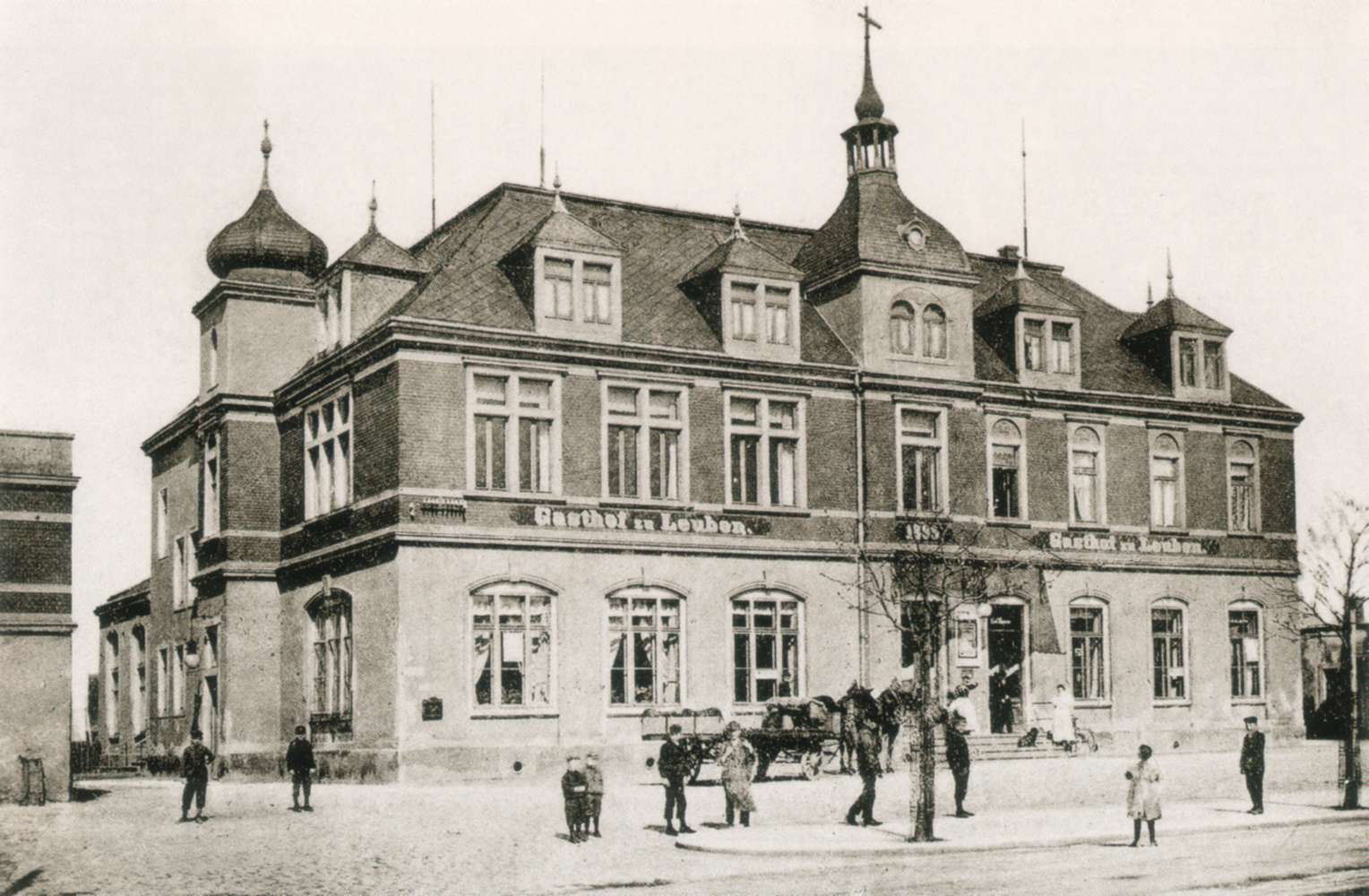
Leubener Gasthof um 1900

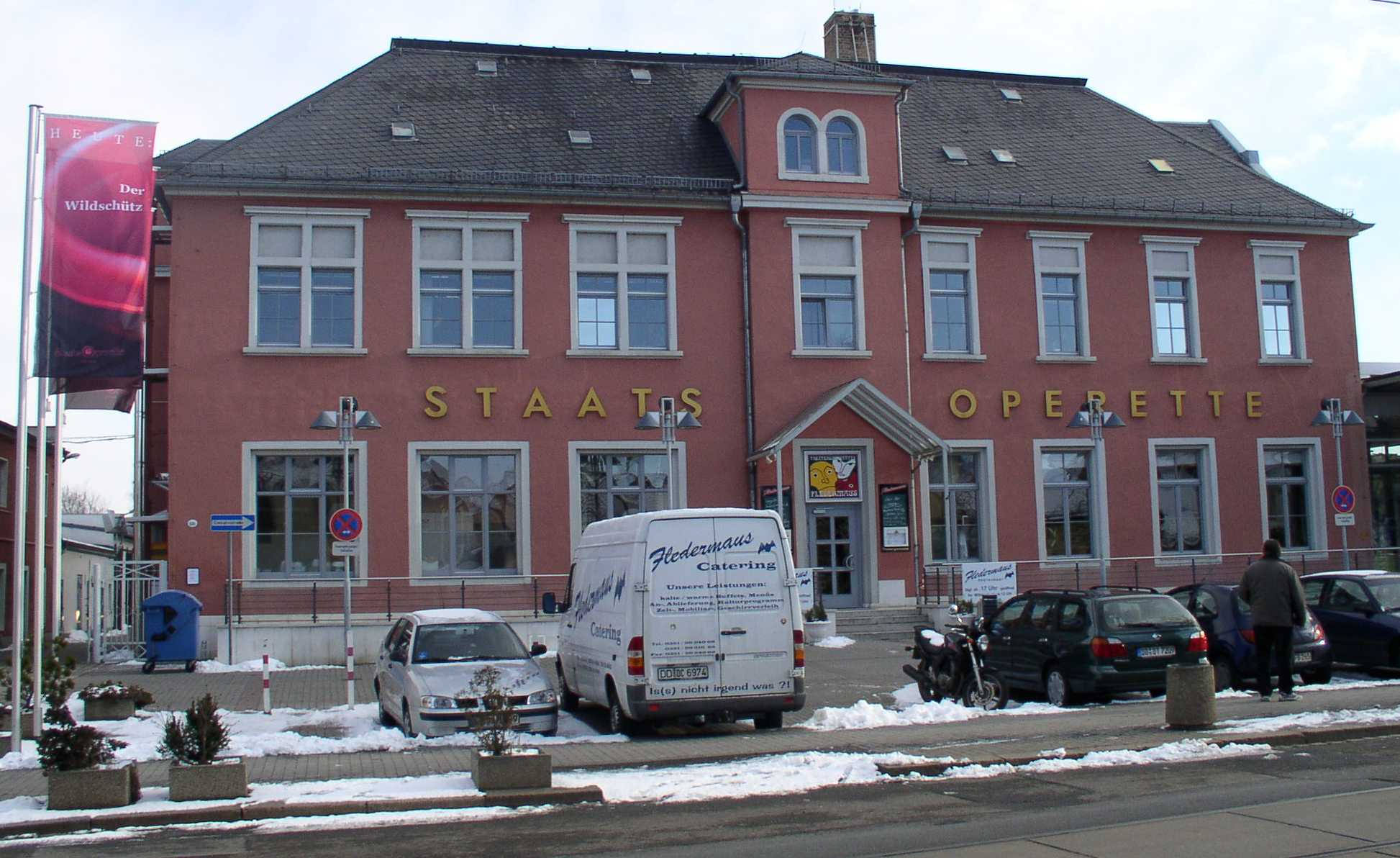
Staatsoperette in Leuben bis 2016

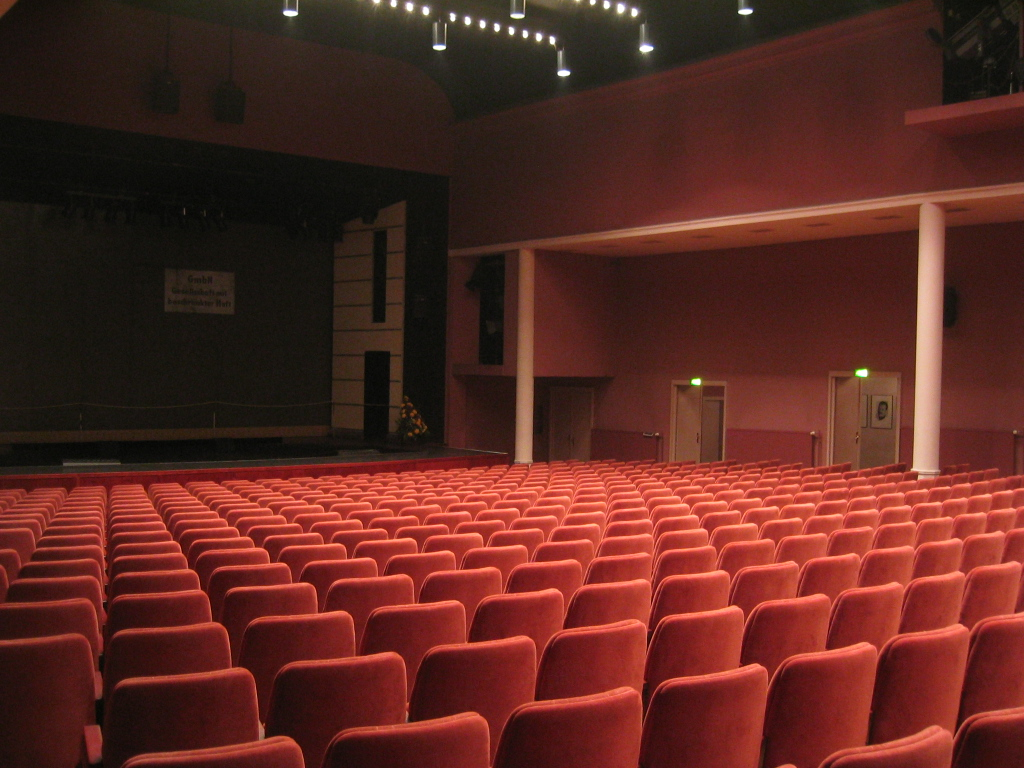
Zuschauerraum in Leuben, 2003

#### Aufbau und Eröffnung (1945–1947)
In den Vorstädten entstanden gleich nach Kriegsende wieder kleine Theatergruppen. Im Mai 1945 entschloss sich der Theaterunternehmer Fritz Randow, zwei Gasthöfe zu pachten, um ein eigenes Operettenensemble aufzubauen, die „Goldene Krone“ in Kleinzschachwitz und den „Feenpalast“ in Leuben. Ersterer konnte sofort bespielt werden, letzterer befand sich in einem zunächst nicht bespielbaren Zustand, da hier ab 1944 die Stadt Dresden eine Polizeikaserne untergebracht hatte. Randow erhielt am 16. August 1945 die Baugenehmigung für den Umbau des Feenpalastes nach dem Entwurf der Architekten Bruno Just und Johannes Rascher und begann ab dem 1. Oktober 1945 mit den Arbeiten am Zuschauersaal und dem Bühnenhaus sowie dem Einbau eines Orchestergrabens. Die Bühnentechnik ließ Fritz Randow illegal aus den Trümmern des Central-Theaters in der Waisenhausstraße holen, z. T. wurde diese mit Pferdegespannen, Leiterwagen und Schubkarren aus der Innenstadt nach Leuben transportiert (so gelangte die gesamte Obermaschinerie aus der Ruine des Central-Theaters in das nunmehrige „Apollo-Theater“ und wurde in Eigenleistung instand gesetzt).
Am 20. Juli 1945 begann die Bespielung der „Goldenen Krone“, die allerdings bereits im Oktober 1945 aus Mangel an Heizmaterial wieder eingestellt wurde. Nunmehr wurde in Eile der Kleine Saal des „Feenpalastes“ eingerichtet, dessen Bespielung als „Apollo-Künstlerfestspiele“ am 25. Dezember 1945 begann und der bis 1947 genutzt wurde. Zu den dort Auftretenden gehörten u. a. Georg Wörtge, Paul Beckers und Maria Paudler auf der Bühne. Am 30. Oktober 1946 wurde Richtfest gefeiert, parallel gab es aber Absichten, Fritz Randow als Privatunternehmer zu entfernen und dieses Theater im Rahmen der Deutschen Volksbühne Dresden (DVB) zu verstaatlichen, was im Juli 1947 gegen ihn auch gelang.
Am 18. August 1947 wurde im neuen „Apollo-Theater“, dem ersten fertiggestellten Theaterumbau in Sachsen, die Weihestunde zur Eröffnung gefeiert. Erstes hier im Haus gespielte Musikstück war der „Festmarsch“ von Johann Strauss (Sohn). Erste Aufführung war am 22. August 1947 Shakespeares Ein Sommernachtstraum mit der Musik von Felix Mendelssohn Bartholdy, am 24. August folgte das erste Konzert, am 30. August der erste Ballettabend. Am 2. Oktober 1947 wurde Franz Lehárs Die lustige Witwe als erste Operette gegeben. Dieses Datum gilt als die „Geburtsstunde“ der heutigen Staatsoperette Dresden.

#### Das Provisorium 1947 bis 1977
In Zusammenarbeit mit der „Constantia“, dem späteren Theater Junge Generation in Dresden-Cotta (bis 2016), wurden monatlich wechselnd Schauspiele und Operetten gegeben.
Mit der Auflösung der DVB wurde am 1. Januar 1950 die Bühnen des Landes Sachsen Operette Apollo-Theater das Haus eigenständig und am 1. Januar 1951 schließlich das Operettentheater Dresden, nach Auflösung des Landes Sachsen schließlich Staatliches Operettentheater, gelegentlich auch Staatliches Operettentheater Dresden. Am 27. November 1951 wurde die erste Inszenierung einer komischen Oper, Die Schneider von Schönau von Jan Brandts Buys, aufgeführt.
Im Sommer 1958 wurde das Theater in die Staatstheater Dresden eingegliedert, aus dem es dem Intendanten Fritz Steiner gelang, es 1967 wieder herauszulösen. Im Sommer 1963 erhielt das Theater den Namen „Staatsoperette Dresden“ und wurde während der Festwoche 19.–26. November 1967 anlässlich des 20-jährigem Jubiläums wieder ein eigenständiges Theater.
Allerdings wurde beginnend ab den 1950er Jahren es unterlassen, irgendwelche Investitionen im Haus in Leuben vorzunehmen: Etwaige Vorstöße wurden immer wieder dahingehend abgelehnt, dass in nächster Zeit ein Neubau in der Innenstadt geplant sei, der in verschiedenen Plänen auch nachweisbar ist, der jedoch immer wieder verschoben wurde.

#### Ein verbessertes Provisorium 1977 bis 1990
In den 1960er Jahren war der Zustand schließlich derart untragbar geworden, dass es zwar dem Intendanten Steiner gelang, notwendige Investitionen durchzusetzen, die ab 1966 an dem inzwischen baufälligen Theater mit der Planung begannen und schließlich, ab 1970, weil in „Eigenleistung“ durchführen zu müssen, weitere sieben Jahre (bis 1977) dauern sollten. Jedoch wurde auf diese Weise ein Neubau auf längere Sicht nunmehr unmöglich. Die zunächst vorgenommene Bezeichnung als Kulturzentrum Dresden Ost setzte sich jedoch nicht durch.

#### Die Zeit ab 1990
Träger des Theaters ist seit 1990 – entgegen dem nunmehr irreführenden Namen – die Stadt Dresden und nicht etwa der Freistaat Sachsen.
Die bis 1977 vorgenommenen Änderungen waren – da sie selbst eher provisorischen Charakter hatten – Ende der 1980er Jahre erneut verschlissen. Ab Juni 1990 wurden ein Empfangsfoyer und ein Kassenraum angebaut. Die Technik wurde sukzessive erneuert und der Zuschauerraum einschließlich eines Umgangs um den Orchestergraben umgebaut. Hinter und über der Bühne änderte sich an den Arbeitsbedingungen für Orchester, Ensemblemitglieder und Bühnenarbeiter nichts Wesentliches gegenüber dem Zustand von 1977 und zum Teil von 1947. Auch etwaig nötige Erweiterungen (Seiten- und Hinterbühne, Bühnenturm), um ein vollwertiges Theater zu schaffen, wurden weder beim Umbau 1990 noch später in Betracht gezogen.
Die Staatsoperette litt, wie viele andere Kultureinrichtungen Dresdens, nach der Wiedervereinigung zunehmend am knappen Haushalt der Stadt. Ab etwa 1999 wurde das Haus nur mit Ausnahmegenehmigung der zuständigen Berufsgenossenschaft betrieben: Sie drohte mit Schließung, wenn sich die unvertretbaren Arbeitsbedingungen nicht ändern würden. Das wurde von vielen Verantwortlichen in der Stadt Dresden, auch der Politik, als eine wohlfeile Möglichkeit gesehen, zu einer Art „kalten Schließung“ durch Entzug der Betriebserlaubnis zu kommen.
2003 eskalierte die Situation: Das Jahrhunderthochwasser im August 2002 stellte die Stadt Dresden in einer ohnehin angespannten finanziellen Situation vor bis dahin nicht gekannte Finanzprobleme: In dieser Situation – vor allem um Mittel für nötige Wiederaufbau- und Ersatzinvestitionen zu gewinnen – wurde eine Schließung des Hauses öffentlich vorgeschlagen. Dies wurde aber angesichts einsetzender Bürgerproteste vom Stadtrat – selbst von denen, die die Schließung bis dahin befürwortet hatten – abgelehnt.
Ein möglicher Umzug der Operette, eventuell in einen Neubau am Wiener Platz, war zwischen 2003 (aus haushaltspolitischen Gründen vorgeschlagene und durch den Stadtrat abgelehnte Schließung) und 2012 (endgültiger Baubeschluss für einen Neubau) ein viel diskutiertes kommunalpolitisches Thema. Auch die Fusion mit dem Staatsschauspiel Dresden im soeben sanierten Schauspielhaus Dresden wurde ernsthaft diskutiert und beschäftigte monatelang verschiedene Institutionen.
In der Nacht vom 6. auf den 7. Juni 2025 brannte das ehemalige Gebäude der Staatsoperette vollständig aus.

### Neubauplanungen (ab 2004) und Neueröffnung (2016)

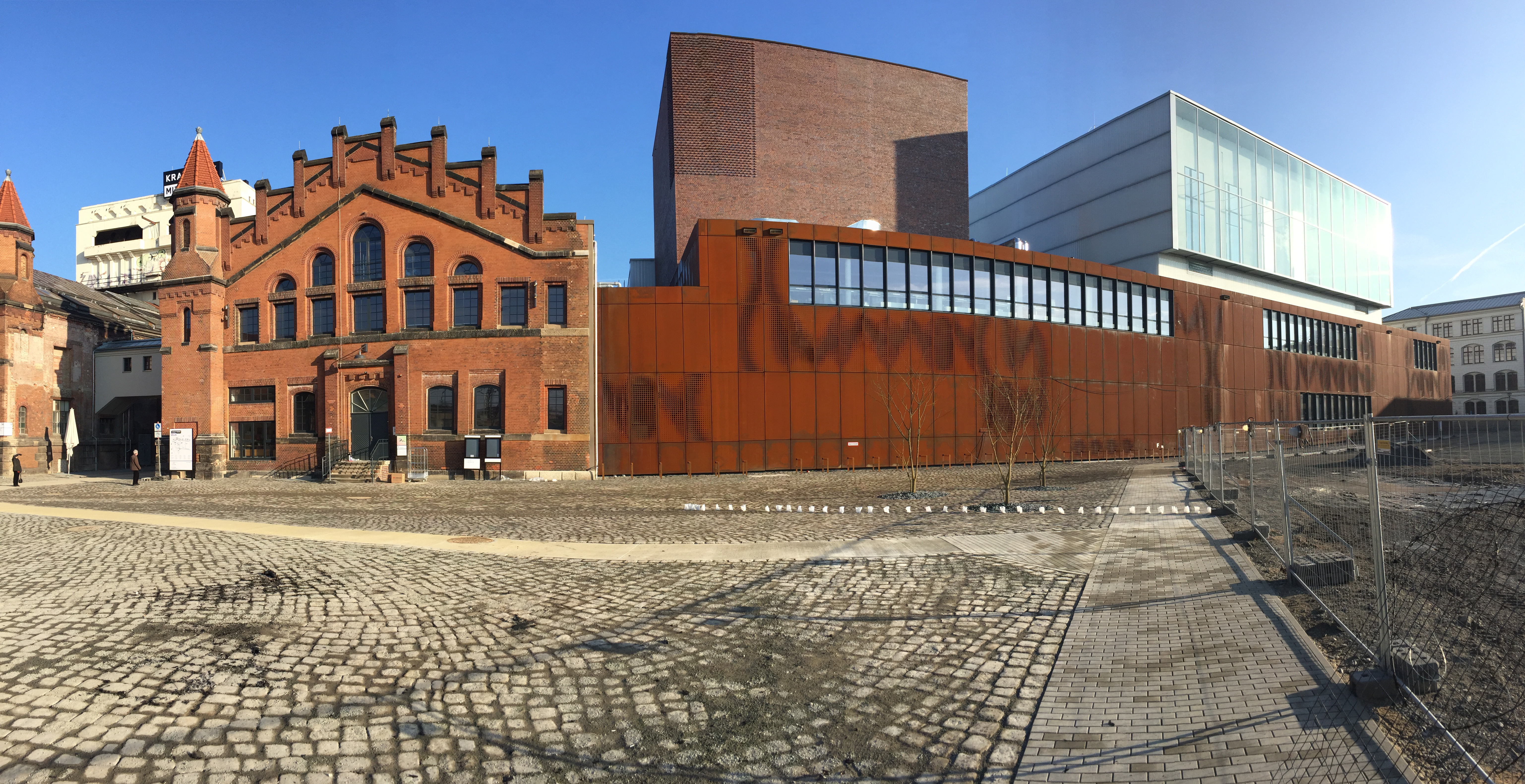
Staatsoperette im Kraftwerk Mitte Ende 2016

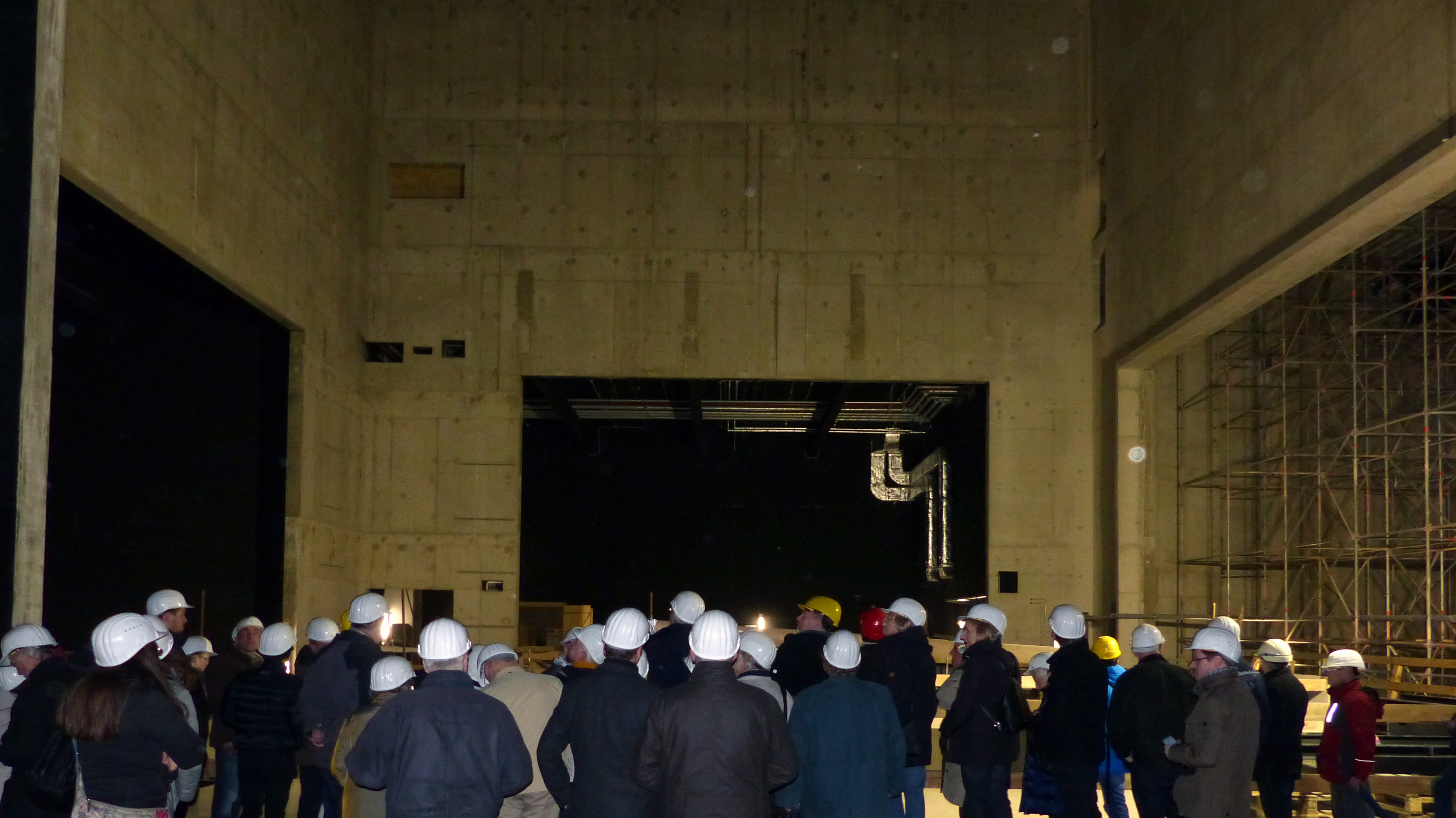
Der Bühnenbereich für die Staatsoperette im Neubau

Aufgrund der abgelehnten Schließung brachte bereits 2004 der damalige Oberbürgermeister Ingolf Roßberg einen Neubau am Wiener Platz ins Gespräch. Für die nötigen Ersatzinvestitionen am damaligen Standort Leuben (allein für die Bausubstanz selbst wurden etwa 10 Mio. € berechnet, die nötigen Erweiterungen auf weitere 6 bis 10 Mio. €) wären bereits große Teile eines Neubaus an einem Standort im Stadtzentrum finanzierbar gewesen. Diesem Vorstoß folgte der Stadtrat zunächst nicht, allerdings gab es dazu, außer der politisch und öffentlich nicht gewollten Schließung, keine ernsthafte Alternative.
Die durch die Entschuldung der Stadt seit 2006 erheblich verbesserte finanzielle Situation Dresdens sowie ein weitreichender Einkommensverzicht der Belegschaft der Staatsoperette seit 2009, mitgetragen von den jeweiligen Gewerkschaften, sowie ein umfassendes (und auch finanziell bedeutendes) bürgerschaftliches Engagement bildeten dabei die Grundlage für diese völlige Änderung der noch bis 2002 hingenommenen kommunalpolitischen Ausrichtung eines „Auslaufmodells“ für dieses Theater. Dabei war der weitreichende Einkommensverzicht zu weiten Teilen bereits durch Oberbürgermeister Roßberg 2005 ausverhandelt worden, wurde dann jedoch aus taktischen Gründen verschoben, um gerade nach 2008 den veränderten politischen Rahmenbedingungen Rechnung tragen zu können. Dazu wurde 2009 die Nachfolgerin von OB Roßberg, Helma Orosz, als „Schirmherrin“ der nunmehr anlaufenden „Stuhlspenden“ und damit für den Neubau gewonnen, wobei die Standortfrage nach wie vor offen blieb.
Im Juli 2012 wurde schließlich nach jahrelangen Debatten der Neubau der Staatsoperette im Gebiet des ehemaligen Kraftwerks Mitte zwischen Wettiner Platz und Könneritzstraße beschlossen, wenige Wochen später die entsprechenden Bauverträge. Baubeginn mit dem Aushub der Baugrube für diesen Neubau war mit dem „ersten Spatenstich“ am 11. April 2014, am 8. Juli 2014 erfolgte die festliche Grundsteinlegung.
Die für Dezember 2016 vertraglich vereinbarte Fertigstellung wurde eingehalten: Die Eröffnung der Staatsoperette fand mit einem Festakt vor geladenen Gästen am 16. Dezember 2016 statt. Tags darauf fand die Premiere von Orpheus in der Unterwelt von Jacques Offenbach statt, die zweite Eröffnungspremiere war am 22. Dezember 2016 Wonderful Town von Leonard Bernstein.
Am 18. Oktober 2017 kam es zu einer folgenschweren Havarie, als bei einem missglückten Brandschutz-Test 16.000 Liter Wasser der Sprühflutanlage binnen weniger Sekunden die Bühne fluteten. Der Schaden an der Bühnentechnik betrug mehr als 3,5 Millionen Euro, der Spielbetrieb musste daraufhin eingestellt werden (eine ähnliche Havarie gab es bereits im November 2001 in der alten Spielstätte in Leuben). Am 3. Februar 2018 begann der Spielbetrieb bei noch nicht vollständiger Beleuchtungsausrüstung mit der Premiere von Frau Luna von Paul Lincke erneut; der Intendant bezeichnete dies als eine „zweite Eröffnung“.
Die Ausgaben des Theaters werden, soweit sie nicht aus Eintrittsgeldern erwirtschaftet werden, aus allgemeinen Haushaltsmitteln der Stadt Dresden bezuschusst. 2018 leistete die Stadt einen Zuschuss von 17 Millionen Euro, 2,5 Millionen Euro nahm die Staatsoperette selbst ein.

## Kulturgeschichtliche Bedeutung
Kulturgeschichtlich setzt sich die Staatsoperette Dresden mit der Verantwortung gegenüber einem Genre auseinander, das im 20. Jahrhundert besonders während der Zeit des Nationalsozialismus unter fragwürdigen Ideologien litt. Dies geschieht in Rekonstruktionen wie beispielsweise der Instrumentation von Abrahams Viktoria und ihr Husar und Wiederaufführung vergessener oder verdrängter Werke. Der Aufarbeitung diente 2005 auch eine wissenschaftliche Konferenz Operette unterm Hakenkreuz.
Besondere Aufmerksamkeit erfährt das Werk von Johann Strauss. Neben seinen bekannten Bühnenwerken führte die Staatsoperette Dresden seit 2004 auch selten gespielte Strauss-Werke auf: Der Carneval in Rom mit über 50 Aufführungen, die Politsatire Das Spitzentuch der Königin mit annähernd ebenso vielen Aufführungen, der an Jacques Offenbach orientierte Prinz Methusalem und 2015 Cagliostro in Wien. Von 2011 bis 2015 präsentierte die Staatsoperette alljährlich das Johann-Strauss-Festival. 2020 folgte Casanova, eine durch Ralph Benatzky geschaffene Revue-Neuinterpretation des Cagliostro in Wien.
Ab den 1960er Jahren wurden Musicals Bestandteil des regelmäßigen Spielplans, ab 1990 wurde das Genre verstärkt aufgenommen.
Bedeutende Inszenierungen waren bzw. sind darüber hinaus:
Vor 1990:
- Operette – Operette (Libretto: Therese Angeloff) (1950), erste Uraufführung am Haus in Leuben,
- Der Zigeunerbaron (Musik: Johann Strauss (Sohn)) (1952), Erfolgsinszenierung von Otto Schneidereit,
- Alarm in Pont l’Eveque (Musik: Conny Odd) (1960), erste Inszenierung eines Musicals,
- Bel Ami (Musik: Peter Kreuder) (1961), mit Horst Schulze in der Titelrolle,
- My fair Lady (Musik: Frederick Loewe) mit Marita Böhme und Peter Herden (1965), DDR-Erstaufführung, nach 446 Vorstellungen 1978 auf Weisung der SED-Führung aus Berlin vom Spielplan abgesetzt,
- Sweet Charity (Musik: Cy Coleman und Dorothy Fields) (1971), DDR-Erstaufführung,
- Cabaret (Musik: John Kander) (1976), deutsche Erstaufführung,
- Die Landstreicher (Musik: Carl Michael Ziehrer) (1985), DDR-Erstaufführung,
- Evita (Musik: Andrew Lloyd Webber) (1987), DDR-Erstaufführung,
- Alexis Sorbas (Musik: John Kander) (1988), DDR-Erstaufführung.

Nach 1990:
- Singin’ in the Rain (Musik: Nacio Herb Brown) (1994), deutsche Erstaufführung,
- Aspects of Love (Musik: Andrew Lloyd Webber) (1997), deutsche Erstaufführung,
- Zar und Zimmermann (Musik: Albert Lortzing) (1997), zweite Opernaufführung seit 1951,
- Victor/Victoria (Musik: Henry Mancini) (1998), europäische Erstaufführung,
- Rasputin (Musik: Volker Plangg) (2000), Uraufführung des Opernmusicals in einer Neufassung,
- The Beautiful Game (Musik: Andrew Lloyd Webber) (2003), deutsche Erstaufführung,
- Candide (Musik: Leonard Bernstein) (2007), mit Peter Ensikat als Voltaire,
- Im weißen Rössl (Musik Ralph Benatzky) (2011), Wiederaufführung anhand des in Zagreb 2008 wiederentdeckten originalen Stimmenmaterials von 1930,
- Passion (Musik: Stephen Sondheim) (2013), deutsche Erstaufführung,
- The Firebrand of Florence (Musik: Kurt Weill) (2013), europäische szenische Erstaufführung,
- Catch Me If You Can (Musik: Marc Shaiman) (2015), deutsche Erstaufführung.

## Leitung
- Intendanz

1947–1949 Günther Sauer
1949–1950 Hans Pitra
1950–1954 Otto Bochmann
1954–1958 Peter Bejach
1958–1977 Fritz Steiner
1978–1987 Reinhold Stövesand
1987–1988 Manfred Müller-Kuhl
1988–1990 Jürgen Eggert
1990–1994 Elke Schneider
1994–1995 Jürgen Eggert
1995–2003 Fritz Wendrich
2003–2019 Wolfgang Schaller
2019–0000 Kathrin Kondaurow
- Musikalische Leitung

1947–1950 Musikalischer Oberleiter der Deutschen Volksbühne Wilhelm Licht
1950–1960 Musikdirektor Joachim Michael Niggl
1960–1966 Musikalischer Oberleiter Siegfried Franze
1966–1968 Musikalischer Oberleiter Hans-Hendrik Wehding
1976–1988 Musikalischer Oberleiter Manfred Grafe
1988–1990 Musikalischer Oberleiter, 1990–1995 Chefdirigent Volker Münch
1995–2003 Chefdirigent Volker M. Plangg
2003–2013 Chefdirigent Ernst Theis
2013–2020 Chefdirigent Andreas Schüller
2020–2024 Chefdirigent Johannes Pell
2024–0000 Chefdirigent Michael Ellis Ingram

## Ensemble und Ausgründungen
Von Anfang an bis in die 1970er Jahre hinein prägte ein Gesicht des Hauses eine ganze Generation von Sängerdarstellern: Georg Wörtge, der als eine Art „Ausnahmekünstler“ durch seine Gestaltung und sein Auftreten auch eine historische Linie von den Operettentheatern vor 1945 bis zur Staatsoperette der 1970er Jahre verkörperte.
Das in der DDR sehr beliebte Gesangsquartett Die vier Brummers begann hier seine Karriere. Intendant Otto Bochmann hatte dazu die Anregung gegeben: Mit der Giftspritze, einer kabarettistischen Spielzeitabschlussveranstaltung, starteten 1950 Wolfgang Roeder (seit 1949 am Haus, zunächst Bühnentechniker, dann Charakterkomiker), Erich Weber (seit 1945 Chorsänger und Solist), Eberhard Keyn (Solotänzer und Akkordeonspieler) und Johannes Frenzel (ebenfalls Chorsänger) ihre eigene Karriere. Namensgebung und offizielle Gründung erfolgten bei einer privaten Veranstaltung zum Jahreswechsel 1950/51. Ab 1952 waren sie regelmäßig eigenständig im Rundfunk, ab Mai 1953 im Fernsehen zu hören bzw. zu sehen. 1955 verließen die vier Ensemblemitglieder, die sie bis dahin waren, endgültig das damalige Staatliche Operettentheater und waren nur noch als die „Vier Brummers“ bis zu deren Auflösung 1977 unterwegs.

## Einspielungen
Sowohl Strauss-Raritäten als auch die deutschen Offenbach-Fassungen wurden auf Tonträgern eingespielt und sind beim deutschen Klassik-Label CPO erschienen. Das Projekt Radiomusiken entstand seit 2005 in Kooperation mit MDR Figaro und seit 2008 auch mit Deutschlandradio Kultur. 2017 erschien eine Live-CD mit der Einspielung von Wonderful Town von Leonard Bernstein, 2019 mit Ein Hauch von Venus (One Touch of Venus) von Kurt Weill, ebenfalls als Live-Mitschnitt, beide als erste deutschsprachige Gesamtaufnahmen.

## Gastspiele
Das erste und einzige Gastspiel zu DDR-Zeiten im – damals so bezeichneten – „Westen Deutschlands“ war am 30. Oktober 1955 im Operettentheater Hamburg mit der Operette Freier Wind von Isaak Ossipowitsch Dunajewski.
Gastspielreisen gab es zu DDR-Zeiten vor allem in der ČSSR, Ungarn, Rumänien und Polen (Freundschaftsverträge mit den Operettentheatern in Bukarest und Prag gab es seit 1955), endeten jedoch mit den Umwälzungen 1989/90 zunächst. Sie wurden seit 1993 wieder aufgenommen und führen das Ensemble regelmäßig in Städte wie Essen, Köln, Hamburg, München, Fürth, Linz oder Winterthur.

## Auszeichnungen
- 2016: Operetten-Frosch des Bayerischen Rundfunks für die Inszenierung von Der Zarewitsch
- 2018: Deutscher Musical Theater Preis 2018 für Danny Costello in der Kategorie Beste Choreographie für die Uraufführung Zzaun! – Das Nachbarschaftsmusical (nominiert außerdem in den Kategorien Beste Liedtexte, Bestes Bühnenbild und Bestes Musikalisches Arrangement)
- 2019: Deutscher Musical Theater Preis 2019 für Angelika Mann in der Kategorie Beste Darstellerin einer Nebenrolle in der Uraufführung Der Mann mit dem Lachen (nominiert außerdem in den Kategorien Beste männliche Hauptrolle, Bestes Kostümbild und Bestes Musikalisches Arrangement)

## Fördervereine der Staatsoperette Dresden
Das „Förderforum der Staatsoperette Dresden e. V.“ entstand aus zwei voneinander unabhängigen Gründungen, einem im November 2002 in Dresden gegründeten „Förderverein der Staatsoperette“ und dem 1990 entstandenen „Operettenforum e. V.“, welches bis zur Fusion Träger der Bälle der Staatsoperette (erster Ball: 1991 in Hamburg) war, jedoch Anfang der 2000er Jahre sich als nicht mehr tragfähig erwies:

„Der Zweck des Vereins ist die Förderung der Staatsoperette Dresden. Angesichts der Bedeutung der Landeshauptstadt Dresden als Kunst- und Kulturstandort verfolgt der Verein auch das Ziel, in allen Schichten der Bevölkerung das vorhandene kulturelle Verständnis für die Staatsoperette Dresden durch aktive Beteiligung zu fördern und zu sichern.“

Im Jahr 2004 initiierte der damalige Oberbürgermeister Ingolf Roßberg die Gründung des „Dresdner Operettenhaus e. V.“, der vor allem Spenden für die technische Ausstattung sammelte: Am 16. Oktober 2017 übergab der Verein, dem er als stellvertretender Vorsitzender vorsteht, Technik im Wert von 400.000 €, die 2017 eigens für das Haus gefertigt bzw. beschafft wurde. Nach Erfüllung seiner Aufgaben hat sich dieser Verein aufgelöst und sein Restvermögen der „Stiftung für Kunst und Kultur der Stadtsparkasse Dresden“ in das Stiftungsvermögen übertragen.

## Bürgerinitiative „Alte Operette – Leuben beleben“
Das Operettenareal stand seit 2016 ungenutzt mitten im Stadtteilzentrum Leuben. Im Jahr 2022 zeigte eine städtische Machbarkeitsstudie Möglichkeiten der verschiedenen Nutzungsvarianten auf, so könnte es ein Ort von Kreativität sein, da es genügend Platz für Ateliers und Probenräume und ein „Nachbarschafts-Treffpunkt“ bietet. Um die neue Nutzung der Gebäude voranzutreiben und den Standort zu beleben, gründete sich eine Bürgerinitiative „Alte Operette – Leuben beleben“. Durch das Großfeuer im Juni 2025 ist fraglich, ob die Pläne noch umgesetzt werden können.